# Antivessador

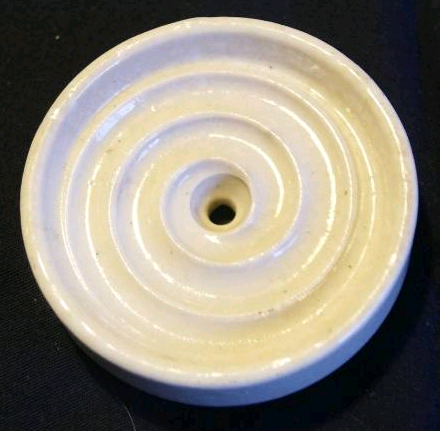
Antivessador de porcellana utilitzat a l'Amèrica del Sud

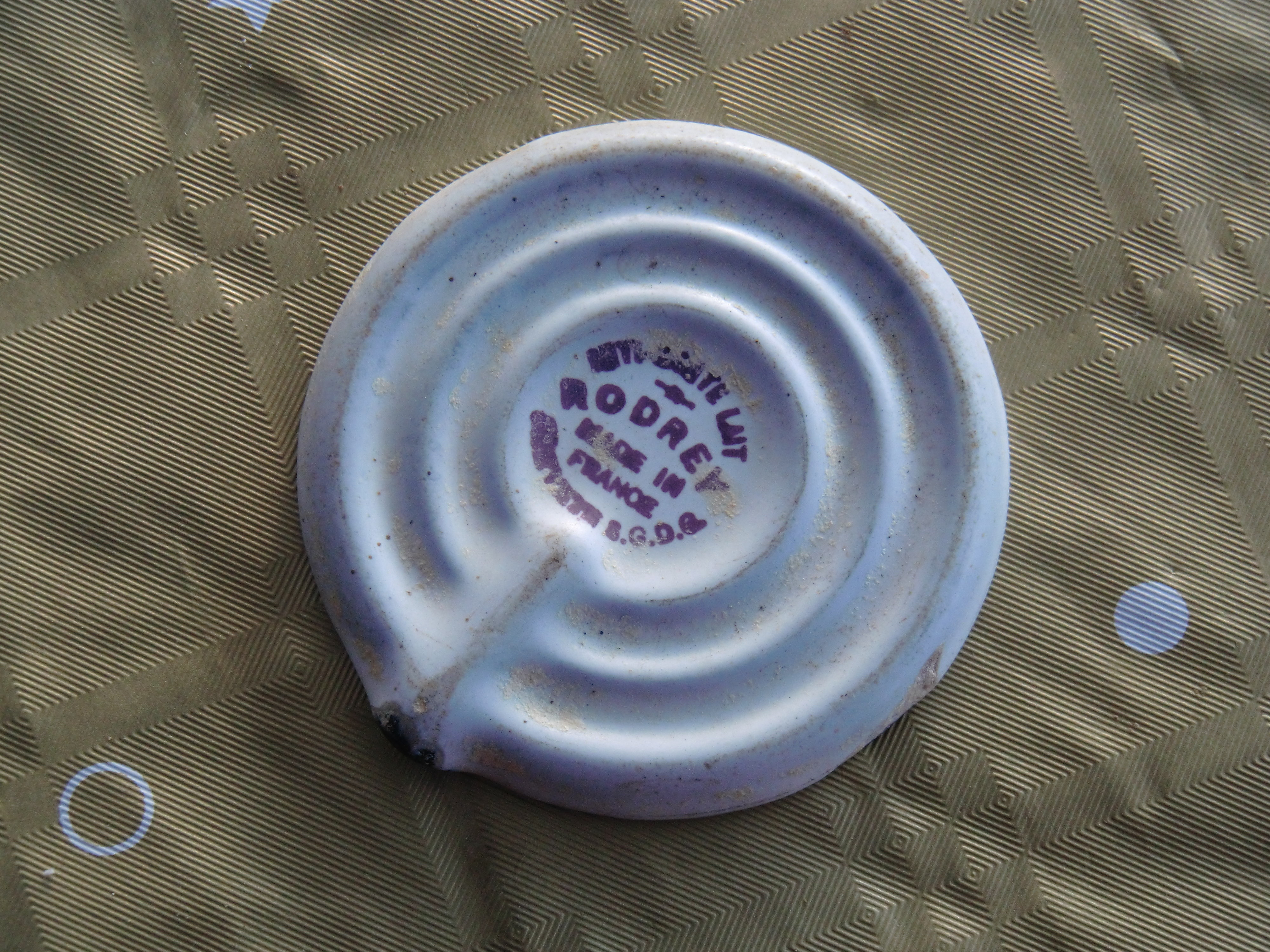
Antic model d'antivessador en porcellana, amb una cara acanalada però sense forat central.

Un antivessador o antipujallet és un utensili de cuina que consisteix en una placa de porcellana, ceràmica esmaltada o metall d'uns 9 cm de diàmetre generalment amb un forat central, i una cara espiralada en baix relleu, que es col·loca en el fons d'una olla on es bull llet per a prevenir l'aparició d'escuma, el vessament del líquid o que es cremi aquest.
L'utensili no té l'ús freqüent d'antany, puix que la llet que es consumeix comunament en les àrees urbanes es troba pasteuritzada industrialment i no requereix ser bullida en la llar.

## Funcionament
Normalment, l'aigua bullida no desborda el seu recipient. Un tal contratemps pot ocórrer quan en el líquid hi ha greix, midons i altres substàncies, que formen una pel·lícula sobre el líquid en ebullició. La menor tensió superficial de la llet (producte dels lípids que conté) fa que la vapor atrapada sota la pel·lícula formi bombolles estables, que acaben empenyent-la sobre la vora el recipient. L'antivessador aglutina bombolletes fins a formar-na una de més gran que pot perforar la pel·lícula superior. Al mateix temps el bulliment produeix la tremolor de l'utensili, que en xocar amb el recipient produeix sorolls que alerten sobre l'ebullició.
D'altra banda, l'utensili fa recircular el líquid dins del recipient, la qual cosa ajuda a evitar que els sòlids en suspensió es dipositin sobre el fons i es cremin. Per a algunes fonts aquest és l'únic efecte de l'antivessador.

## Origen
Es creu que un model d'antipujallet va ser inventat per l'anglès Vincent Hartley el 1938, i es popularitzà ràpidament en altres països.